# Tuguetaquim ibne Aiube
Maleque Alaziz Ceife Islã Tuguetaquim Amade ibne Aiube (Al-Malik al-Aziz Sayf al-Islam Tughtakin Ahmad ibn Ayyub), melhor conhecido como Ceife Islã, foi o segundo emir aiúbida (príncipe) do Iêmem e Arábia entre 1182 e 1197. Quando faleceu em sua capital Zabide foi sucedido por seu filho Almuiz Ismail, que governou por alguns anos até ser assassinado.

## Vida

### Primeiros anos
Tuguetaquim foi o filho mais jovem de Najemadim Aiube e seus irmãos incluíam Saladino (r. 1174–1193), o fundador do Sultanato Aiúbida e Adil I (r. 1200–1218), o último sultão do Egito. Depois de Saladino derrubar o Califado Fatímida do Egito, Tuguetaquim adquiriu terras no distrito de Adáuia próximo do Cairo que pertencia a igrejas cristãs, muito provavelmente a força. A área continha pedreiras de argila amarela que foram renomadas na região. Tuguetaquim tinha casas construídas em Adáuia, bem como jardins. O antigo chefe fatímida do divã alnazar ("escritório da inspeção") entrou no serviço de Tuguetaquim enquanto ele estava no Egito.

### Emir do Iêmem
Após a partida do irmão de Tuguetaquim, Turã Xá, do Iêmem em 1182, como resultado das rebeliões no país, Tuguetaquim foi nomeado governador, ou emir, do Iêmem naquele ano. Antes de sua nomeação, enviou uma carta a Saladino solicitando o posto. Com base em Zabide, Tuguetaquim com sucesso solidificou o controle aiúbida sobre todo o Iêmem.
Durante seu reinado, edificou uma muralha com quatro portões (Saam, Gulafica, Alxubarique e Alcurtube) e torno de Zabide. Em Taiz, grandes porções da fortaleza da cidade foram reconstruídas. Sob seu reinado, e o de seu predecessor, Adém foi a única cidade no Iêmem a cunhar moedas de ouro. Em Meca, Tuguetaquim cunhou dinares e dirrãs com o nome de Saladino. A principal zona de transito comercial para importação de bens em Adém foi edificada por Tuguetaquim e batizada de Dar Alçada.
Durante o reinado de Tura Xá, um sistema de patrulheiros marinhos para guardar os navios mercados foi instituída, com um "imposto da galé" sendo criado e exigido para obtenção dessa proteção. Contudo, os navios de guerra ficaram atracados nas praias pela maior parte do tempo sob Tuguetaquim. Quando foi questionado como coletaria o imposto, Tuguetaquim inicialmente disse que usaria a força como qualquer governante, mas foi aconselhado por seus auxiliares a colocar as galés em uso. Tuguetaquim acatou o conselho e enviou seus navios de guerra para proteger os bens mercantis de raides piratas e para monitorar o tráfico marítimo, permitindo o envio de galés para tão longe quanto a Índia.
Segundo o cronista muçulmano medieval ibne Alatir, Tuguetaquim tentou tomar controle de Meca, mas após protestos do califa abássida Anácer, Saladino interveio e evitou que Tuguetaquim tomasse a cidade. Ibne Alatir escreveu que Tuguetaquim foi "um governante severo, duro com seus súditos um daqueles que costumavam comprar bens mercantis para si e vendê-lo a qualquer preço que desejasse".

## Morte
Tuguetaquim morreu em Zabide em agosto ou setembro de 1197. Seu filho Almuiz Ismail sucedeu-o, mas foi morto em 17 de janeiro de 1202, depois do que foi sucedido por um mameluco (soldado escravo) de seu irmão mais jovem Nácer Aiube.